# Nanjing

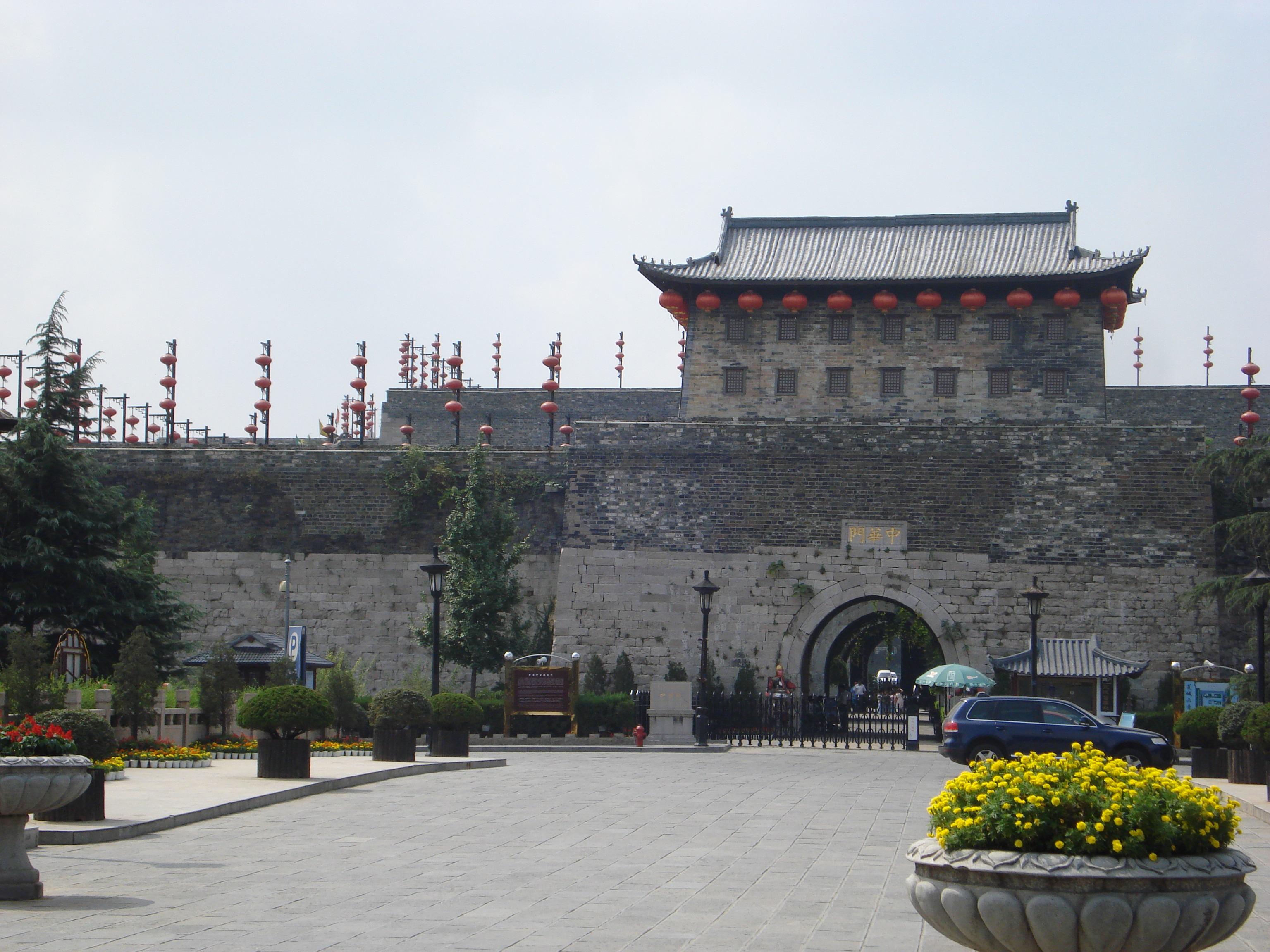
De Zhonghua-poort van Nanjing

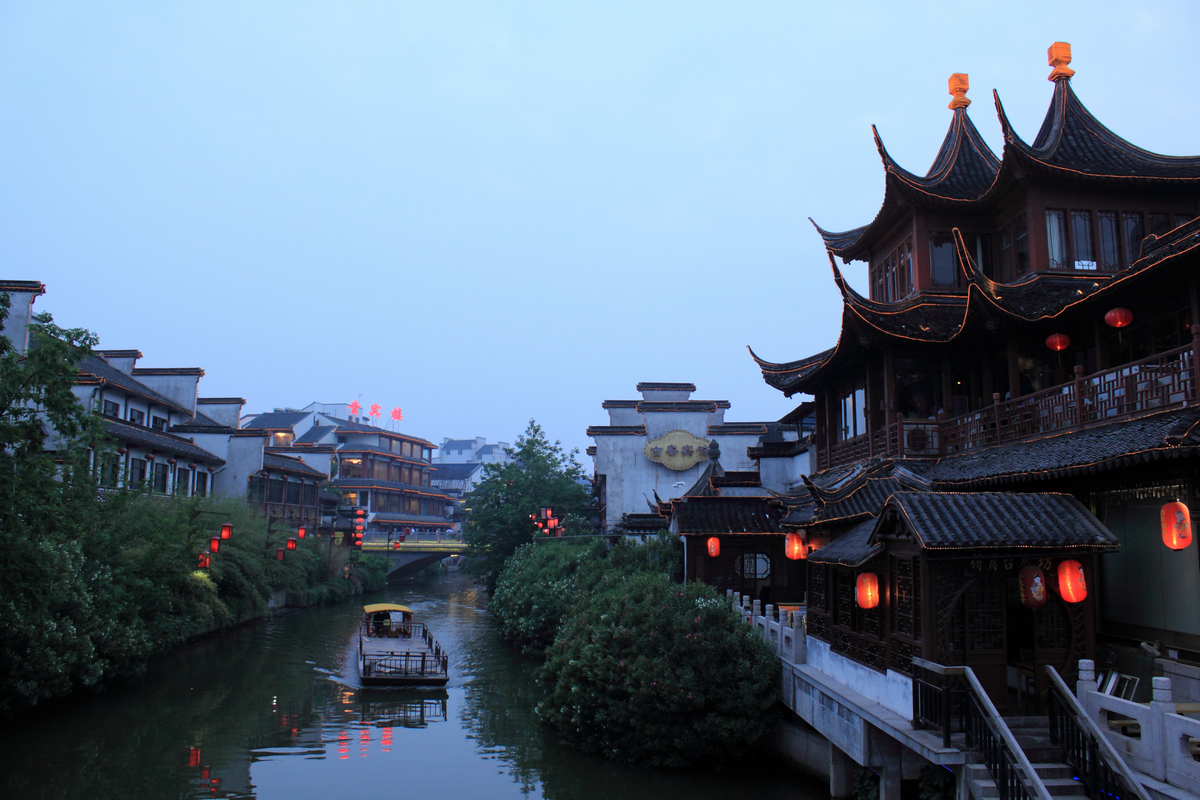
De Qinhuairivier in Nanjing

Nanjing (Chinees: 南京; pinyin: Nánjīng; luisterⓘ), in historische context vaak Jinling of Nanking genoemd, is een eeuwenoude miljoenenstad in de gelijknamige prefectuur in de Volksrepubliek China en de hoofdstad van de provincie Jiangsu. Gedurende verschillende periodes was het de hoofdstad van China. Bij de volkstelling van 2020 had de stad Nanjing 7.519.814 inwoners. De prefectuur had 9.314.685 inwoners.

## Algemeen
Nanjing is in het oosten van China gelegen in de delta van de Yangtze. Deze delta is een van de dichtstbevolkte gebieden ter wereld en al tien eeuwen lang het rijkste deel van China. Er wonen 80 miljoen mensen, waarvan 30 miljoen op het platteland en 50 miljoen in steden. Nanjing wordt gerekend tot de "regio" Jiangnan, ten zuiden van de Yangtze. In deze regio wonen 90 miljoen mensen, waarvan 80 miljoen in steden. Het produceert ongeveer 40% van China's BNP.
Nanjing is gedurende de geschiedenis van China altijd een belangrijke stad geweest. Dit had het vooral te danken aan zijn ligging aan de rivier en niet heel erg ver van de Oost-Chinese Zee. Hierdoor had het een belangrijke economische en strategische functie. Door haar ligging is de stad in het verleden vergeleken met Rome en Edinburgh. Nanjing is een aantal keren hoofdstad van China geweest en is formeel (de jure) nog steeds de hoofdstad van de Republiek China, hoewel Taiwan geen controle over de stad heeft.
Nanjing was vroeger een belangrijke stad voor de handel in zijde, katoen, rijstpapier en chinese inkt. Tegenwoordig is er veel moderne industrie aanwezig en vestigen zich er gemiddeld twee buitenlandse bedrijven per dag. Het is na Shanghai het 2e grootste economische centrum in het oosten van China. Nanjing beschikt tevens over een belangrijke binnenhaven. De Greenland Square Zifeng Tower is een van de hoogste gebouwen ter wereld.
Nanjing is ook het wetenschappelijke centrum van China; er bevinden zich diverse universiteiten en hogescholen, zoals de prestigieuze Universiteit van Nanjing, met een geschiedenis die teruggaat tot het jaar 258. Er zijn veel culturele attracties, zoals orkesten, musea (waaronder het Nanjingmuseum), diverse traditionele Chinese opera- en dansgezelschappen.

## Geschiedenis
Nanjing was gedurende het Koninkrijk Wu, een van de Drie Koninkrijken, de Zes Dynastieën, een deel van de Song-dynastie, het begin van de Ming-dynastie, en een deel van de Republiek China de hoofdstad van China.
- In 589 voltooide keizer Wen de verovering van het zuiden. Om te beletten dat de zuidelijke hoofdstad Nanjing een machtscentrum zou blijven, liet hij die nagenoeg met de grond gelijkmaken en dwong hij de bevolking te voet naar zijn nieuwe hoofdstad Chang'an te gaan.[4] Later werd Nanjing heropgericht.
- De grondlegger van de Ming-dynastie, keizer Hongwu, maakte van Nanjing zijn hoofdstad. Hij liet een 35 km lange stadsmuur bouwen. In de 14e eeuw was Nanjing mogelijk de grootste stad ter wereld en liet de keizer daar zijn paleis, Minggugong, bouwen. Aan het begin van de 15e eeuw werd Peking opnieuw hoofdstad. (Letterlijk betekent Nanjing zuidelijke hoofdstad en Peking noordelijke hoofdstad.)
- In 1645 werd de stad door de Mantsjoes aangevallen. Het Mingpaleis werd al in 1644 met de grond gelijk gemaakt. De stad viel in handen van prins Dodo, de stichter van de Qing-dynastie. Koxinga was destijds een student aan de universiteit van Nanjing.
- In 1655 bezocht Johan Nieuhof de stad. In zijn boek Het Gezantschap Der Neerlandtsche Oost-Indische Compagnie (1665) beschreef hij als een van de eerste Europeanen de gebouwen en de bewoners.[5] In 1658/59 werd de stad belegerd door Koxinga, die niet slaagde in zijn opzet.
- In 1840 stonden de Engelsen voor de poorten van Nanjing, die hetzelfde probeerden als Koxinga.
- Het Verdrag van Nanking maakte een einde aan de Eerste Opiumoorlog. Als resultaat zijn vijf havensteden geopend voor de Engelsen, waaronder de kroonkolonie Hongkong.
- De pracht van de stad is deels verdwenen ten gevolge van de verwoesting tijdens de Taiping-opstand, zoals de Porseleinen toren van Nanjing.
- In 1912 riep Sun Yat-sen Nanjing opnieuw tot hoofdstad uit.
- Tijdens de Japanse bezetting in 1937 was Nanjing de hoofdstad van de marionettenstaat Japans-China.[6] In 1937-1938 vond tijdens de Tweede Chinees-Japanse Oorlog het bloedbad van Nanking plaats, waarbij minstens 100.000, maar mogelijk meer dan 300.000 mensen vermoord werden. John Rabe redde velen het leven.
- In 1949 verloor Nanjing zijn status en verviel tot provinciehoofdstad.
- In 2014 vonden de Olympische Jeugdzomerspelen plaats in Nanjing
- In 2021 zou het  Wereldkampioenschappen indooratletiek plaatsvinden in Najing plaatsvinden maar door de COVID-19 pandemie werd dit uitgesteld en verplaatst naar 2023.

## Klimaat
Nanjing heeft een subtropisch moesson klimaat. De zomers zijn heet en vochtig; de winters zijn koud en eveneens vochtig. De beste tijd om de stad te bezoeken is tijdens de herfst.
| Maand                  | jan   | feb   | mrt  | apr  | mei  | jun  | jul  | aug  | sep  | okt  | nov  | dec   | Jaar  |
| ---------------------- | ----- | ----- | ---- | ---- | ---- | ---- | ---- | ---- | ---- | ---- | ---- | ----- | ----- |
| Hoogste maximum (°C)   | 21,0  | 27,7  | 30,3 | 34,2 | 37,5 | 38,1 | 39,7 | 40,7 | 39,0 | 33,4 | 28,6 | 23,1  | 40,7  |
| Gemiddeld maximum (°C) | 7,2   | 9,5   | 14,2 | 20,7 | 26,2 | 29,1 | 32,2 | 31,7 | 27,7 | 22,5 | 16,2 | 9,9   | 20,6  |
| Gemiddeld minimum (°C) | −0,7  | 1,4   | 5,3  | 11,0 | 16,5 | 21,0 | 24,9 | 24,4 | 19,9 | 13,6 | 6,8  | 1,1   | 12,1  |
| Laagste minimum (°C)   | −14,0 | −13,0 | −7,1 | −0,2 | 5,0  | 11,8 | 16,8 | 16,9 | 7,7  | 0,2  | −6,3 | −13,1 | −14,0 |
|                        |       |       |      |      |      |      |      |      |      |      |      |       |       |
| Neerslag (mm)          | 45    | 53    | 80   | 80   | 90   | 166  | 214  | 144  | 73   | 60   | 56   | 30    | 1.091 |
| Bron: WeerOpReis.com   |       |       |      |      |      |      |      |      |      |      |      |       |       |

## Bestuurlijke indeling
Nanjing bestaat uit 11 districten (区 qu) en 2 Counties (县 xian):
| Kaart                      | Subdivision | Hanzi |
| -------------------------- | ----------- | ----- |
| Nanjing City Proper        |             |       |
| ■ Xuanwu-qu                | 玄武区      |       |
| ■ Baixia-qu                | 白下区      |       |
| ■ Qinhuai-qu               | 秦淮区      |       |
| ■ Jianye-qu                | 建邺区      |       |
| ■ Xiaguan-qu               | 下关区      |       |
| ■ Gulou-qu                 | 鼓楼区      |       |
| ■ Yuhuatai-qu              | 雨花台区    |       |
| ■ Qixia-qu                 | 栖霞区      |       |
| Nanjing Suburban and Rural |             |       |
| ■ Jiangning-qu             | 江宁区      |       |
| ■ Pukou-qu                 | 浦口区      |       |
| ■ Luhe-qu                  | 六合区      |       |
| ■ Lishui-xian              | 溧水县      |       |
| ■ Gaochun-xian             | 高淳县      |       |

## Openbaar vervoer
Nanjing is met Peking en Shanghai verbonden door de hogesnelheidslijn Peking-Shanghai.
Nanjing beschikt ook over een metrosysteem, de metro van Nanjing. Het systeem bestaat uit zeven lijnen (2017), 128 stations en een lengte van in totaal 258 km, maar er zijn meer lijnen in aanbouw of gepland.

## Partnersteden en -regio's
- Elzas (Frankrijk)
- Hauts-de-Seine (Frankrijk)
- Barranquilla (Colombia)
- Bloemfontein (Zuid-Afrika)
- Eindhoven (Nederland)
- Florence (Italië)
- Houston (Texas, Verenigde Staten)
- Dallas (Verenigde Staten)
- Saint Louis (Missouri, Verenigde Staten)
- Leipzig (Duitsland)
- Limasol (Cyprus)
- London (Ontario, Canada)
- Malakka (Maleisië)
- Mexicali (Mexico)
- Nagoya (Japan)
- Perth (Australië)
- Daejeon (Zuid-Korea)